# Yuria-sensei no akai ito
Yuria-sensei no akai ito (ゆりあ先生の赤い糸) est une série manga de Kiwa Irie. Elle est  prépubliée dans le magazine josei Be Love de Kōdansha entre février 2018 et septembre 2022 et publiée en un total de 11 volumes tankōbon.
Une adaptation sous forme de drama télévisé est diffusée à partir d'octobre 2023 sur TV Asahi.
Le manga remporte le 45ème Prix du manga Kōdansha dans la catégorie générale en 2021 et le 27ème Prix culturel Osamu-Tezuka en 2023.

## Médias

### Mangas
Écrit et illustré par Kiwa Irie, Yuria-sensei no akai ito est publié en série dans le magazine josei de Kōdansha Be Love du 15 février 2018 au 1er septembre 2022. Kōdansha rassemble ses chapitres en 11 volumes tankōbon sortis entre le 13 juillet 2018 et le 13 septembre 2022.

#### Volumes
| no | Japonais          | Japonais          |
| no | Date de sortie    | ISBN              |
| -- | ----------------- | ----------------- |
| 1  | 13 juillet 2018   | 978-4-06-512248-8 |
| 2  | 12 octobre 2018   | 978-4-06-513597-6 |
| 3  | 13 mars 2019      | 978-4-06-514898-3 |
| 4  | 13 septembre 2019 | 978-4-06-516848-6 |
| 5  | 10 janvier 2020   | 978-4-06-518409-7 |
| 6  | 11 juin 2020      | 978-4-06-519763-9 |
| 7  | 13 novembre 2020  | 978-4-06-521399-5 |
| 8  | 13 avril 2021     | 978-4-06-522960-6 |
| 9  | 13 septembre 2021 | 978-4-06-524770-9 |
| 10 | 11 mars 2022      | 978-4-06-527039-4 |
| 11 | 13 septembre 2022 | 978-4-06-529054-5 |

### Drama
En juin 2023, une adaptation sous forme de drama télévisé est annoncée, mettant en vedette Miho Kanno, diffusée sur TV Asahi à partir du 19 octobre de la même année,.

## Réception
La série se classe 16ème du guide Kono Manga ga sugoi! de Takarajimasha des meilleurs mangas de 2019 pour lectrices (aux côtés de Dokushin OL no Subete et Lullaby for Girl), huitième (aux côtés de Hadaka Ikkan ! Tsuzui-san) sur la liste 2020 et 11ème sur la liste 2022. Le manga remporte le 45ème Prix du manga Kōdansha dans la catégorie générale en 2021. Il remporte le grand prix du 27ème Prix culturel Osamu-Tezuka en 2023.

## Lectures complémentaires
- (ja) « 赤い糸で結ばれたと思っていた夫は、若い男と結ばれていた!? 『たそがれたかこ』の入江喜和が見せる女の生き様 », sur Da Vinci News, Kadokawa Corporation,‎ 17 juillet 2018
- (ja) « 意識の戻らない夫の愛人は、美青年と、2人の子を持つ女性。奇妙な介護＆同居生活のなか、ゆりあにも新しい“赤い糸”の相手が現れて…… », sur Da Vinci News, Kadokawa Corporation,‎ 11 juin 2020
- (ja) « 倒れた夫の傍らには28歳の恋人（男）が…『ゆりあ先生の赤い糸』9巻でついに目覚めた夫によって物語が大きく動き出す…！ », sur Da Vinci News, Kadokawa Corporation,‎ 13 septembre 2021